# Real Madrid Baloncesto 2008-2009
Questa voce raccoglie le informazioni riguardanti il Real Madrid Baloncesto nelle competizioni ufficiali della stagione 2008-2009.

## Stagione
La stagione 2008-2009 del Real Madrid Baloncesto è la 53ª nel massimo campionato spagnolo di pallacanestro, la Liga ACB.

## Roster
Aggiornato al 18 novembre 2021.
| Real Madrid 2008-09 | Real Madrid 2008-09 |
| Giocatori           | Staff tecnico       |
| ------------------- | ------------------- |

| N. | Naz.                                                   | Ruolo | Nome                  | Anno | Alt.   | Peso   |  |
| -- | ------------------------------------------------------ | ----- | --------------------- | ---- | ------ | ------ |  |
| 4  | Montenegro (bandiera) · Spagna (bandiera)              | AC    | Nikola Mirotić        | 1991 | 206 cm | 104 kg |  |
| 5  | Spagna (bandiera)                                      | G     | Jorge Santana         | 1990 | 191 cm |        |  |
| 6  | Argentina (bandiera) · Spagna (bandiera)               | P     | Juan Ignacio Sánchez  | 1977 | 193 cm | 88 kg  |  |
| 7  | Croazia (bandiera)                                     | AP    | Bojan Bogdanović      | 1989 | 200 cm | 96 kg  |  |
| 8  | Stati Uniti (bandiera)                                 | AP    | Kennedy Winston       | 1984 | 197 cm | 102 kg |  |
| 9  | Spagna (bandiera)                                      | AC    | Felipe Reyes (C)      | 1980 | 203 cm | 112 kg |  |
| 11 | Spagna (bandiera)                                      | AP    | Miguel Molina         | 1989 | 194 cm |        |  |
| 12 | Belgio (bandiera)                                      | C     | Tomas Van Den Spiegel | 1978 | 214 cm | 118 kg |  |
| 14 | Grecia (bandiera)                                      | C     | Lazaros Papadopoulos  | 1980 | 210 cm | 127 kg |  |
| 14 | Stati Uniti (bandiera)                                 | AP    | Quinton Hosley        | 1984 | 201 cm | 98 kg  |  |
| 15 | Spagna (bandiera)                                      | AP    | Álex Mumbrú           | 1979 | 202 cm | 102 kg |  |
| 17 | Belgio (bandiera)                                      | AG    | Axel Hervelle         | 1983 | 205 cm | 110 kg |  |
| 21 | Stati Uniti (bandiera) · Macedonia del Nord (bandiera) | AC    | Jeremiah Massey       | 1982 | 202 cm | 107 kg |  |
| 22 | Stati Uniti (bandiera)                                 | G     | Louis Bullock         | 1976 | 185 cm | 80 kg  |  |
| 23 | Spagna (bandiera)                                      | PG    | Sergio Llull          | 1987 | 190 cm | 94 kg  |  |
| 24 | Spagna (bandiera)                                      | G     | Raül López            | 1980 | 182 cm | 84 kg  |  |
| 33 | Croazia (bandiera)                                     | AP    | Marko Tomas           | 1985 | 201 cm | 95 kg  |  |
| 43 | Stati Uniti (bandiera) · Spagna (bandiera)             | AC    | Venson Hamilton       | 1977 | 205 cm | 109 kg |  |
| -  | Spagna (bandiera)                                      | AG    | David Marina          | 1988 | 200 cm |        |  |

| Allenatore                                                                       |
| - Joan Plaza                                                                     |
| Assistente/i                                                                     |
| - Randy Knowles - Žan Tabak Legenda - (C) Capitano - (IN) Inattivo - Infortunato |

## Mercato

### Sessione estiva
| Acquisti | Acquisti             | Acquisti       | Acquisti      | Acquisti |
| R.a      | Nome                 | da             | Modalità      |          |
| -------- | -------------------- | -------------- | ------------- | -------- |
| P        | Juan Ignacio Sánchez | Barcellona     | definitivo    |          |
| AP       | Quinton Hosley       | Karşıyaka      | definitivo    |          |
| AC       | Jeremiah Massey      | Aris Salonicco | definitivo    |          |
| AP       | Marko Tomas          | Fuenlabrada    | fine prestito |          |
| PG       | Richard Nguema       | Real Madrid B  | fine prestito |          |
| AC       | Jan Martín           | Real Madrid B  | fine prestito |          |
| G        | Jorge Santana        | Gran Canaria   | definitivo    |          |

| Cessioni | Cessioni               | Cessioni             | Cessioni       | Cessioni |
| R.       | Nome                   | a                    | Modalità       |          |
| -------- | ---------------------- | -------------------- | -------------- | -------- |
| P        | Kerem Tunçeri          | Zenit S. Pietroburgo | fine contratto |          |
| C        | Blagota Sekulić        | Aris Salonicco       | fine contratto |          |
| G        | Charles Smith          | Efes Pilsen          | fine contratto |          |
| AG       | Iker Iturbe            | Estudiantes          | fine contratto |          |
| AP       | Michalīs Pelekanos     | Olympiakos           | fine contratto |          |
| AG       | Pablo Aguilar Bermúdez | Granada              | prestito       |          |
| PG       | Richard Nguema         | Estudiantes          | fine contratto |          |
| AC       | Jan Martín             | Illescas             | fine contratto |          |
| AP       | Bojan Bogdanović       | Murcia               | prestito       |          |

### Dopo l'inizio della stagione
| Acquisti | Acquisti              | Acquisti        | Acquisti      | Acquisti      |
| R.       | Nome                  | da              | Data          | Modalità      |
| -------- | --------------------- | --------------- | ------------- | ------------- |
| C        | Tomas Van Den Spiegel | Azov. Mariupol' | dicembre 2008 | definitivo    |
| AP       | Bojan Bogdanović      | Murcia          | gennaio 2009  | fine prestito |
| AP       | Kennedy Winston       | Türk Telekom    | febbraio 2009 | definitivo    |

| Cessioni | Cessioni             | Cessioni          | Cessioni      | Cessioni    |
| R.       | Nome                 | a                 | Data          | Modalità    |
| -------- | -------------------- | ----------------- | ------------- | ----------- |
| C        | Lazaros Papadopoulos | Fortitudo Bologna | dicembre 2008 | prestito    |
| AP       | Quinton Hosley       | Galatasaray       | febbraio 2009 | rescissione |
| P        | Juan Ignacio Sánchez | Free agent        | aprile 2009   | rescissione |